# Günther Kraft
Günther Kraft (* 2. April 1907 in Suhl; † 20. September 1977 in Weimar) war ein deutscher Musikwissenschaftler und Hochschullehrer.

## Leben
Er studierte in Jena von 1935 bis 1937 Musikwissenschaft, Germanistik und Kunstgeschichte und in Berlin von 1937 bis 1940 Musikwissenschaft und Musikerziehung. 1938 promovierte er in Jena über Leben und Werk von Johannes Steuerlein, legte 1940 das Staatsexamen für das künstlerische Lehramt an höheren Schulen ab und wurde Studienreferendar. Zum 1. Mai 1933 war er in die NSDAP eingetreten (Mitgliedsnummer 2.846.790). Seit 1941 betrieb er in Thüringen landschaftskundliche Forschungen, die er nach Kriegsdienst und Kriegsgefangenschaft 1946 fortsetzte. 1949 folgte Kraft einem Ruf als Dozent für Schulmusik und Musikgeschichte an die Staatliche Hochschule für Musik Weimar. 1951 wurde er dort Dozent für Musikwissenschaft und gründete das Archiv und Institut für Volksmusikforschung, welches Nachlässe von Franz Magnus Böhme, Karl Goepfart und anderen sammelte. 1952 wurde er zum Professor für Musikgeschichte ernannt und habilitierte sich 1963 an der Universität Halle (Saale) mit einer Arbeit zur Bach-Genealogie. Von 1964 bis 1971 war er zunächst ehrenamtlicher Leiter, dann Direktor des Bachhaus Eisenach. 1972 wurde Günther Kraft emeritiert. Sein Nachlass befindet sich heute im Hochschularchiv/Thüringischen Landesmusikarchiv Weimar.

## Werke
- Johann Steuerlein – Leben und Werk (Dissertation), 1938
- Die Thüringische Musikkultur um 1600, 3 Bände, 1941
- Carl Maria von Weber und Albert Lortzing in ihren volks- und schaffensmäßigen Beziehungen, 1951
- Thüringer Stadtpfeifer-Familien um Bach, 1950
- Festschrift Heinrich Albert, 1955
- Festschrift Heinrich Schütz, 1955
- Musikgeschichtliche Beziehungen zwischen Thüringen und Rußland im 18. und 19. Jahrhundert, 1955
- Schiller und die Musik, 1954, 1959 (Teilabdruck)
- Die bäuerlich-handwerklichen Grundlagen der thüringischen Musikkultur, 1955
- Singende und kämpfende Bauern, 1956
- Neuaufgefundene Reger-Briefe, 1956
- Franz Liszt und die nationalen Schulen in Europa, 1957
- Neue Ergebnisse der Thüringer Bach-Forschung, 1957
- Die Mannheimer Schule, 1958
- Die künstlerisch-musikalische Arbeit im ehemaligen Konzentrationslager Buchenwald, 1959
- Zur geistigen Tradition und Umwelt des Bach-Geschlechts, 1959
- Neue Forschungsergebnisse zur Bach-Genealogie, 1959